# Гроздёво
Гроздёво (болг. Гроздьово) — село в Болгарии. Находится в Варненской области, входит в общину Долни-Чифлик. Население составляет 2438 человек.

## Политическая ситуация
В местном кметстве Гроздёво, в состав которого входит Гроздёво, должность кмета (старосты) исполняет Николай Димов Облаков (Болгарская социалистическая партия (БСП)) по результатам выборов.
Кмет (мэр) общины Долни-Чифлик — Борислав Николаев Натов (независимый) по результатам выборов.

## Памятники
- Памятник погибшим русским солдатам в Русско-турецкой войне 1828—1829 годов и генералам Ивану Дибичу Забалканскому и Фёдору Ридигеру.